# Hironobu Sakaguchi
Hironobu Sakaguchi (坂口 博信?, Sakaguchi Hironobu; Hitachi, 25 novembre 1962) è un autore di videogiochi e regista giapponese.
È famoso in tutto il mondo come creatore della serie di videogiochi Final Fantasy, di cui ha curato i primi dieci capitoli.

## Biografia
Sakaguchi nacque a Hitachi, Giappone. Sì diplomò alla Mito Senior High School. Studiò elettrotecnica mentre frequentava l'Università Nazionale di Yokohama nel dipartimento di ingegneria, ma abbandonò il corso assieme a Hiromichi Tanaka a metà anno nel 1983.

### Square
Dopo aver abbandonato l'università, Sakaguchi divenne un impiegato part-time della Square, un nuovo ramo della Denyūsha Electric Company fondato da Masafumi Miyamoto. Quando la Square, nel 1986, diviene una compagnia indipendente, egli assume il ruolo di Direttore di Pianificazione e Sviluppo.

### Final Fantasy
Sakaguchi si adoperò per curare la realizzazione di un videogioco di ruolo chiamato Final Fantasy, nome dovuto alla situazione sua e dell'azienda stessa: se il gioco infatti non si fosse rivelato un successo commerciale, egli avrebbe lasciato il mondo del videogiochi per rientrare all'università.

Il gioco venne distribuito in Giappone il 18 dicembre 1987 per il Nintendo Entertainment System, rivelandosi un successo in patria. Sotto la guida di Sakaguchi, Final Fantasy diviene ben presto un imponente franchise dal successo internazionale. Final Fantasy V fu l'ultimo titolo della serie che diresse personalmente, rivestendo il ruolo di produttore per i capitoli successivi fino a Final Fantasy IX.

### Regista
Si è cimentato nella direzione cinematografica per il film Final Fantasy: The Spirits Within.

### Le dimissioni dalla Square
Nel 2004 Sakaguchi si dimise volontariamente dal ruolo di vicepresidente della Square (che, in seguito alla fusione con la Enix Corporation, formerà l'attuale Square Enix). Quello stesso anno, con il finanziamento di Microsoft Game Studios, Sakaguchi fondò la propria software house, Mistwalker, che ha prodotto titoli quali Blue Dragon (2006) e Lost Odyssey (2007), esclusivi per la console Xbox 360, The Last Story (2011) per Nintendo Wii e Fantasian (2021) per iOS.

## Videogiochi
Hironobu Sakaguchi è accreditato per la realizzazione dei seguenti videogiochi:
| Titolo                                     | Anno di uscita | Console                                  | Direttore | Produttore | Produttore Esecutivo | Concept Originale | Supervisore |
| ------------------------------------------ | -------------- | ---------------------------------------- | --------- | ---------- | -------------------- | ----------------- | ----------- |
| Rad Racer                                  | 1987           | NES                                      | -         | -          | -                    | Si                | -           |
| Final Fantasy                              | 1987           | NES                                      | Si        | -          | -                    | Si                | -           |
| Final Fantasy II                           | 1988           | NES                                      | Si        | -          | -                    | Si                | -           |
| Final Fantasy III                          | 1990           | Famicom                                  | Si        | -          | -                    | -                 | -           |
| Final Fantasy IV                           | 1991           | SNES                                     | Si        | -          | -                    | Si                | -           |
| Final Fantasy V                            | 1992           | SNES                                     | Si        | -          | -                    | Si                | -           |
| Final Fantasy VI                           | 1994           | SNES                                     | -         | Si         | -                    | Si                | -           |
| Seiken Densetsu 3                          | 1995           | SNES                                     | -         | -          | -                    | -                 | -           |
| Chrono Trigger                             | 1995           | SNES                                     | -         | -          | -                    | -                 | Si          |
| Tobal No. 1                                | 1996           | PlayStation                              | -         | -          | -                    | -                 | -           |
| Super Mario RPG: Legend of the Seven Stars | 1996           | SNES                                     | -         | -          | -                    | -                 | Si          |
| Bahamut Lagoon                             | 1996           | SNES                                     | -         | -          | -                    | -                 | Si          |
| Front Mission: Gun Hazard                  | 1996           | SNES                                     | -         | -          | -                    | -                 | Si          |
| Final Fantasy VII                          | 1997           | PlayStation                              | -         | Si         | -                    | Si                | -           |
| Final Fantasy Tactics                      | 1997           | PlayStation                              | -         | Si         | -                    | -                 | -           |
| Einhänder                                  | 1997           | PlayStation                              | -         | -          | -                    | -                 | -           |
| Bushido Blade                              | 1997           | PlayStation                              | -         | -          | Si                   | -                 | -           |
| Xenogears                                  | 1998           | PlayStation                              | -         | -          | Si                   | -                 | -           |
| Parasite Eve                               | 1998           | PlayStation                              | -         | Si         | -                    | Si                | -           |
| Ehrgeiz                                    | 1998           | PlayStation                              | -         | -          | -                    | -                 | -           |
| Chocobo's Dungeon 2                        | 1998           | PlayStation                              | -         | -          | -                    | -                 | -           |
| Bushido Blade 2                            | 1998           | PlayStation                              | -         | -          | Si                   | -                 | -           |
| Brave Fencer Musashi                       | 1998           | PlayStation                              | -         | -          | Si                   | -                 | -           |
| SaGa Frontier 2                            | 1999           | PlayStation                              | -         | -          | -                    | -                 | -           |
| Parasite Eve II                            | 1999           | PlayStation                              | -         | -          | Si                   | -                 | -           |
| Legend of Mana                             | 1999           | PlayStation                              | -         | -          | -                    | -                 | -           |
| Front Mission 3                            | 1999           | PlayStation                              | -         | -          | Si                   | -                 | -           |
| Final Fantasy VIII                         | 1999           | PlayStation                              | -         | -          | Si                   | -                 | -           |
| Final Fantasy Anthology                    | 1999           | PlayStation                              | -         | -          | -                    | -                 | -           |
| Chrono Cross                               | 1999           | PlayStation                              | -         | -          | -                    | -                 | -           |
| Chocobo Racing                             | 1999           | PlayStation                              | -         | -          | -                    | -                 | -           |
| Vagrant Story                              | 2000           | PlayStation                              | -         | -          | Si                   | -                 | -           |
| Final Fantasy IX                           | 2000           | PlayStation                              | -         | Si         | -                    | Si                | -           |
| The Bouncer                                | 2000           | PlayStation 2                            | -         | -          | Si                   | -                 | -           |
| Final Fantasy X                            | 2001           | PlayStation 2                            | -         | -          | Si                   | -                 | -           |
| Final Fantasy Chronicles                   | 2001           | PlayStation                              | -         | -          | -                    | -                 | -           |
| Driving Emotion Type-S                     | 2001           | PlayStation 2                            | -         | -          | -                    | -                 | -           |
| Kingdom Hearts                             | 2002           | PlayStation 2                            | -         | -          | Si                   | -                 | -           |
| Final Fantasy Origins                      | 2002           | PlayStation                              | -         | -          | -                    | -                 | -           |
| Final Fantasy XI                           | 2002           | PlayStation 2 Microsoft Windows Xbox 360 | -         | -          | Si                   | -                 | -           |
| Final Fantasy X-2                          | 2003           | PlayStation 2                            | -         | -          | -                    | -                 | -           |
| Final Fantasy Tactics Advance              | 2003           | GBA                                      | -         | -          | -                    | -                 | -           |
| Blue Dragon                                | 2006           | Xbox 360                                 | -         | Si         | -                    | Si                | -           |
| ASH: Archaic Sealed Heat                   | 2007           | DS                                       | -         | -          | -                    | -                 | -           |
| Lost Odyssey                               | 2007           | Xbox 360                                 | -         | Si         | -                    | Si                | -           |
| Blue Dragon Plus                           | 2008           | DS                                       | -         | -          | -                    | -                 | -           |
| Away: Shuffle Dungeon                      | 2008           | DS                                       | -         | -          | -                    | -                 | -           |
| Cry On                                     | Cancellato     | -                                        | -         | -          | -                    | -                 | -           |
| Blue Dragon: Awakened Shadow               | 2009           | DS                                       | -         | -          | -                    | -                 | -           |
| The Last Story                             | 2011           | Wii                                      | Si        | -          | -                    | Si                | -           |
| Party Wave                                 | 2012           | Android iOS                              | Si        | -          | -                    | Si                | -           |
| Terra Battle                               | 2014           | Android iOS                              | -         | Si         | -                    | -                 | -           |
| Terra Battle 2                             | 2017           | Android iOS                              | -         | Si         | -                    | -                 | -           |
| Terra Wars                                 | 2019           | Android iOS                              | -         | Si         | -                    | -                 | -           |
| Fantasian                                  | 2021           | iOS                                      | -         | Si         | -                    | Si                | -           |